# Gibril Sankoh
Gibril Sankoh (* 15. Mai 1983 in Freetown, Sierra Leone) ist ein ehemaliger niederländischer Fußballspieler mit Wurzeln aus Sierra Leone.

## Karriere

### Verein
Gibril Sankoh begann mit dem Fußballspielen in seiner Heimat Sierra Leone bei Royal Stars Freetown. Er ging 2002 zu De Kennemers Beverwijk. Im Sommer 2004 wechselte er zum Zweitligisten Stormvogels Telstar. Nach einer Saison wechselte er zum Erstligisten FC Groningen. Dort konnte er sich schließlich als Stammspieler durchsetzen und absolvierte 150 Partien. Im Mai 2010 wechselte er ablösefrei zum deutschen Zweitligisten FC Augsburg. Mit den Augsburgern wurde er in der Saison 2010/11 Zweitplatzierter und erreichte mit dem Verein den erstmaligen Aufstieg in die Bundesliga. Sein Debüt gab er in dieser am 20. August 2011 (3. Spieltag) bei der 0:2-Niederlage im Heimspiel gegen die TSG 1899 Hoffenheim. 
Anfang Februar 2013 wechselte Sankoh auf eigenen Wunsch zu Henan Jianye FC nach China. Nach zwei Jahren beim Verein aus der Stadt Zhengzhou wechselte er im Sommer 2015 zu Roda Kerkrade in die Niederlande. Es folgten Stationen beim chinesischen Zweitligisten Meizhou Hakka und dem niederländischen Amateurverein ACV Assen. Am Ende der Saison 2018/19 beendete er im Alter von 36 Jahren seine Karriere.

### Nationalmannschaft
Im Sommer 2012 entschloss sich Sankoh für die Nationalmannschaft seines Geburtslandes Sierra Leone aufzulaufen. Anfang September 2012 wurde er vom Nationaltrainer Lars-Olof Mattsson für die sierra-leonische Fußballnationalmannschaft nominiert. Am 8. September 2012 debütierte Sankoh dann in der Nationalmannschaft im Hinspiel der zweiten Qualifikationsrunde im Afrika-Cup gegen Tunesien (2:2), als er in der Startelf stand und durchspielte.